# Katharinenkirche (Góra)

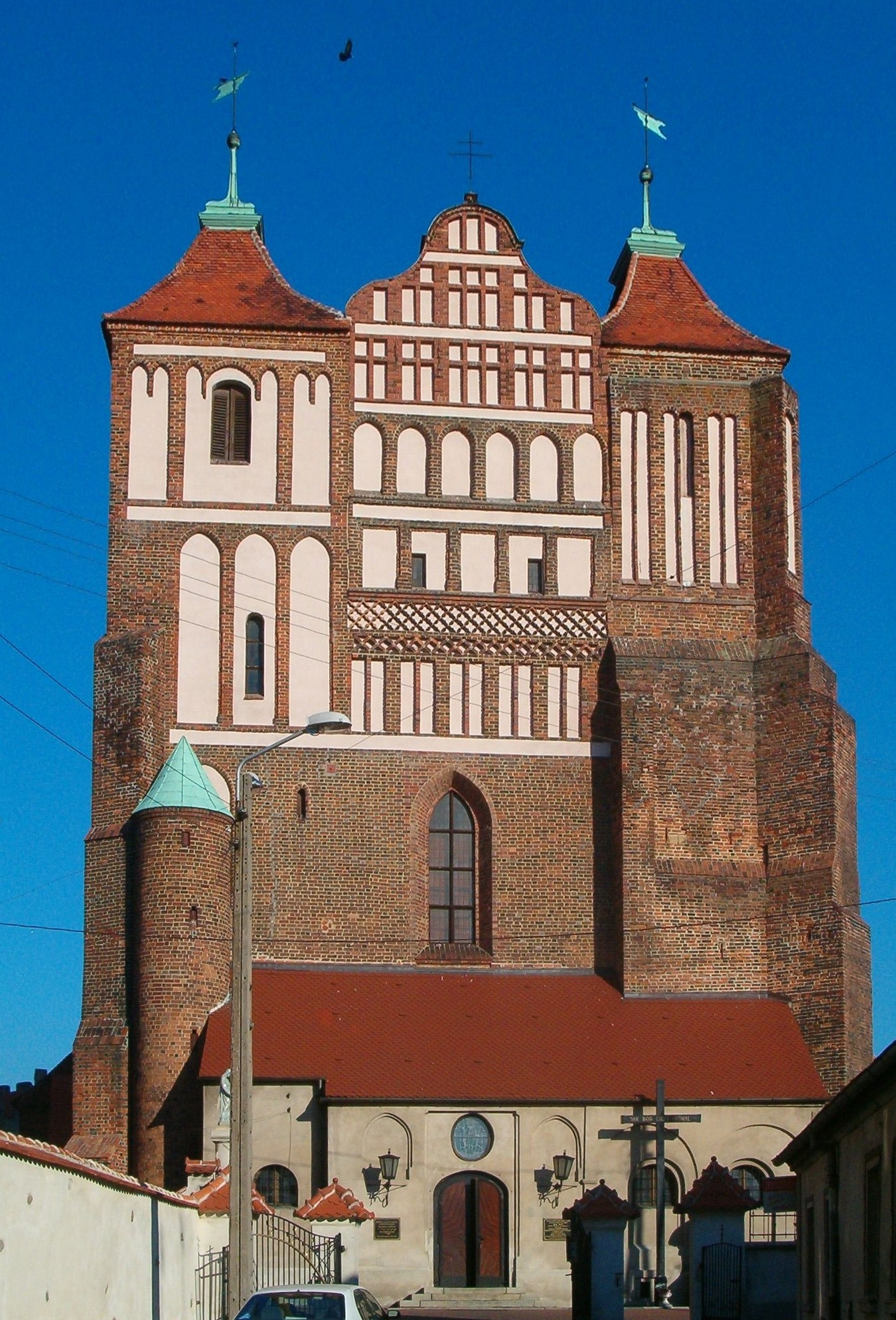
Katharinenkirche Góra

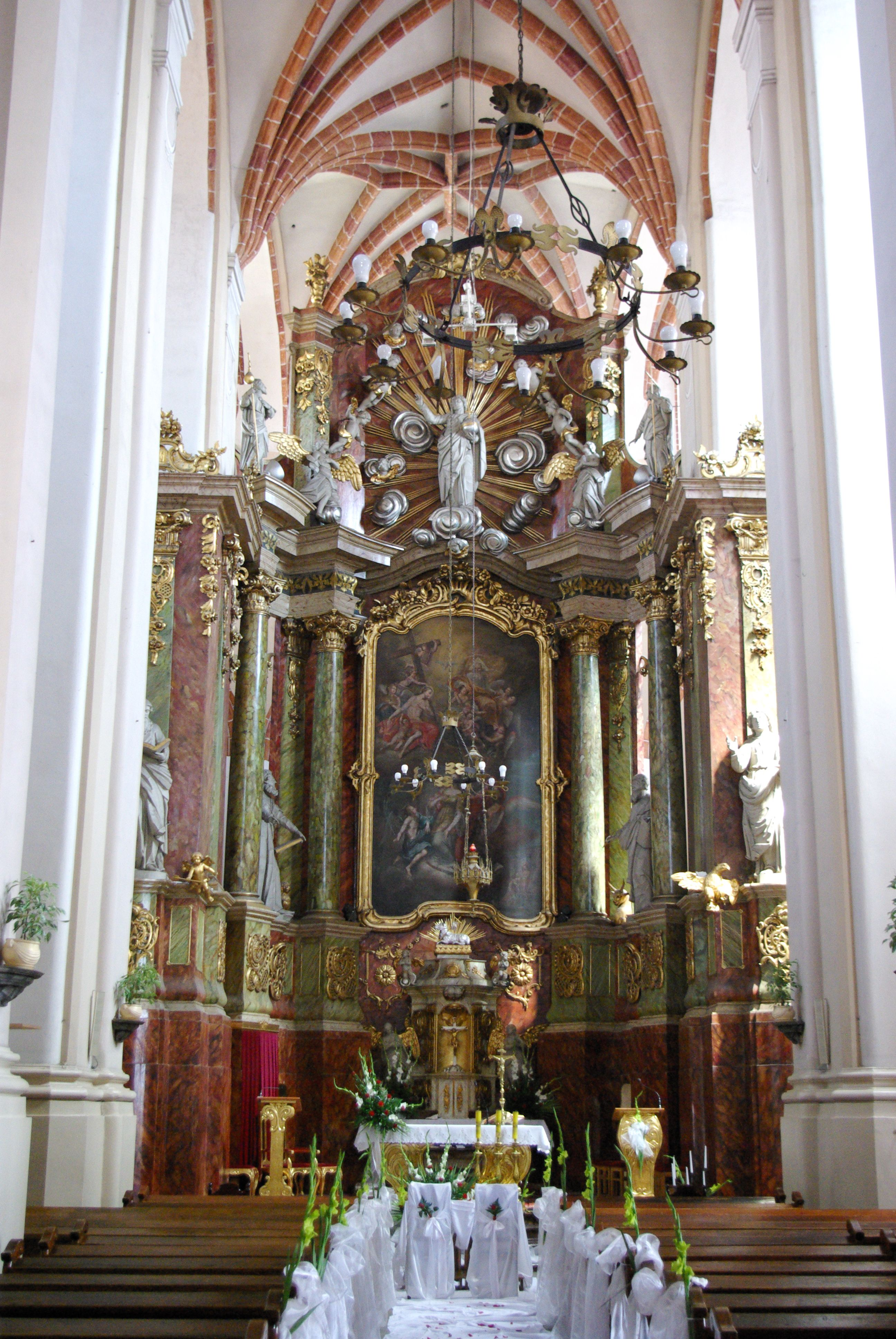
Hauptaltar

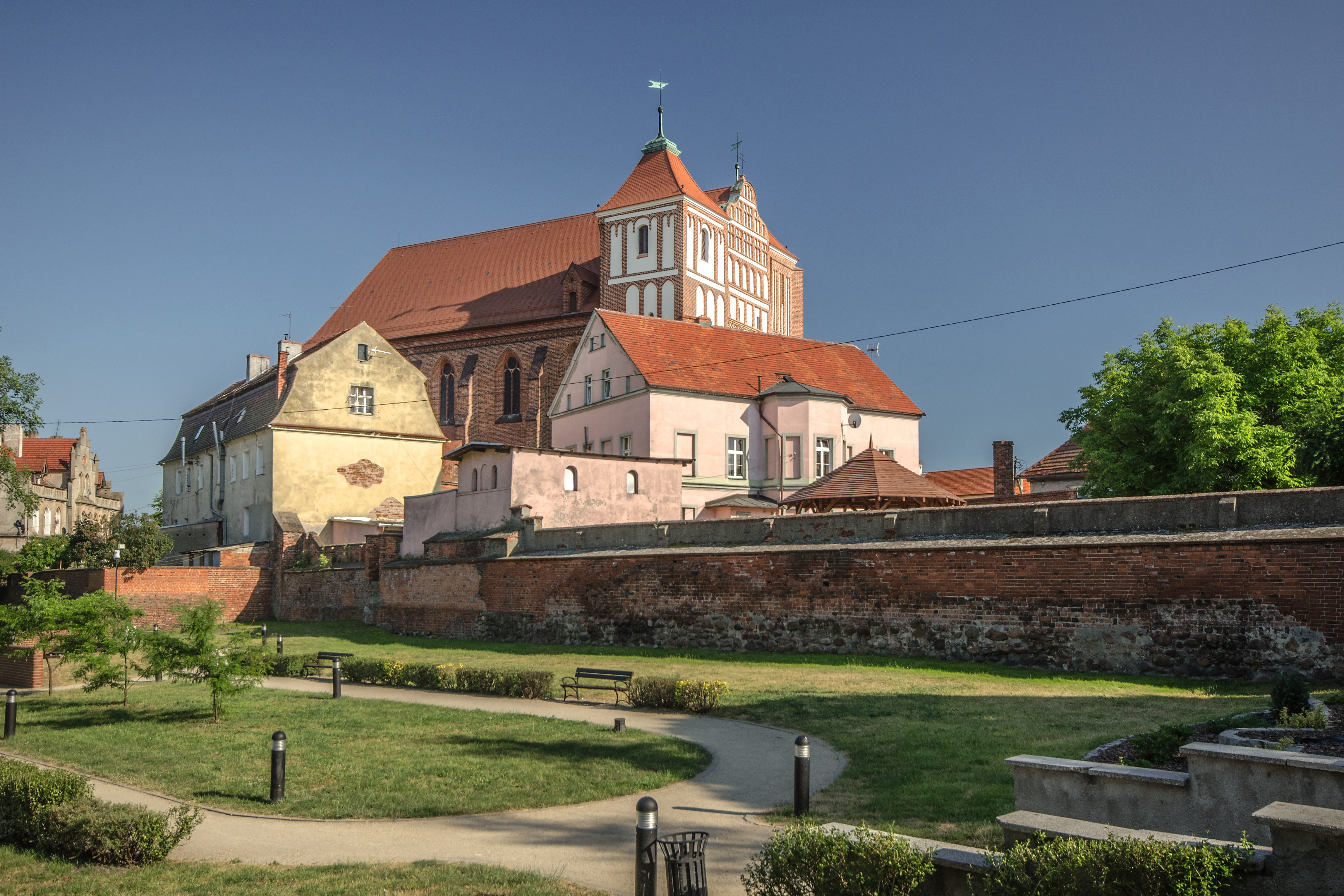
Katharinenkirche

Die Katharinenkirche (polnisch Kościół świętej Katarzyny Aleksandryjskiej) ist eine römisch-katholische Pfarrkirche in Góra (deutsch Guhrau) im Powiat Górowski der Woiwodschaft Niederschlesien in Polen. Die Kirche gehört zum Dekanat Góra Ost des Erzbistums Breslau.

## Geschichte
Die Kirche wurde in einer Urkunde aus dem Jahr 1302 erwähnt. In ihrer heutigen Form wurde sie in den Jahren 1457–1552 (nach einem Brand des Vorgängerbaus) errichtet. Nach einem weiteren Brand im Jahre 1759 wurde sie bis 1763 instand gesetzt. 1963 stürzten Teile des Gewölbes und des Westturms ein. 1964/65 wurde sie wiederaufgebaut.

## Architektur
Das Bauwerk ist eine geostete, dreischiffige sechsjochige Hallenkirche in Backstein mit einem sechseckigen Chorpolygon, das von einem Chorumgang mit Kapellenkranz umgeben ist. Im Inneren laufen alle drei Schiffe in den Chorbereich hinein, die Arkaden folgen jedoch nicht dem eckigen Verlauf der Umfassungsmauern, sondern werden gerade weitergeführt. Dadurch bilden die Seitenschiffe am Chor keinen Umgang. Beim Blick aus der Perspektive der Seitenschiffe scheint es, als habe die Kirche einen Hallenumgangschor, beim Blick aus dem Mittelschiff ist dieser Eindruck jedoch kaum vorhanden. Die Gestaltung des Chors ist möglicherweise von der Kirche in Bnin inspiriert. Das Mittelschiff im Altarraum ist leicht konvergent und hat einen Pfeiler auf der Achse, der die beiden Hälften des sechsseitigen Chorschlusses teilt (ähnlich wie in der Marienkirche Stargard). Das ganze Gebäude ist mit Sterngewölben geschlossen, wobei der westliche Teil 1965 ein neues Gewölbe erhielt. Die Westfassade mit einer dreieckigen Giebelwand wird von zwei unvollendeten Türmen in spätgotischer Form flankiert.
Das Bauwerk ist ein in Schlesien seltenes Zeugnis der nordeuropäischen Backsteingotik. Es ist im gotischen Verband gemauert unter Verwendung von Bindern mit schwarz gebrannten Köpfen. Fast alle Joche sind mit Sterngewölben geschlossen, in den östlichen Teilen der Seitenschiffe mit Springgewölben. Im Norden schließt sich an den Umgang die dreijochige Sakristei mit Netzgewölben an, die mit Nischenschränken von 1576 eingerichtet ist, westlich davon eine barocke Kuppelkapelle mit Vorhalle. Im Süden ist die auffällig große, zweijochige, durch Arkaden zum Seitenschiff geöffnete Kapelle der Marienbruderschaft angebaut, die durch achtstrahlige Sterngewölbe aus der ersten Hälfte des 14. Jahrhunderts geschlossen ist, außerdem eine Taufkapelle aus dem 16. Jahrhundert.
Am Westbau ist zwischen den nicht vollendeten Türmen ein Giebel mit Spitzbogen- und rechteckigen Blenden eingebaut, die oben als Fenster gegliedert sind. Die Spitzbogenfenster des Bauwerks sind mit Maßwerk versehen. Im Langhaus sind profilierte Pfeilerarkaden auf hohen Sockeln erbaut. Neben der Westvorhalle sind Seitenkapellen mit barocken Fresken angeordnet.

## Ausstattung
Das Innere ist im Spätbarockstil der zweiten Hälfte des 18. Jahrhunderts eingerichtet. Der Altar von 1783 mit der Glorie der hl. Katharina von Alexandrien und den Figuren den Vier Evangelisten Johannes, Johannes Evangelist, Markus, Lukas und einer Christusfigur in der Bekrönung wurde 1783 von Johann Heinrich Kynast geschaffen.
Die Kanzel ist mit Figuren des Christus als Guter Hirte, den vier Kirchenvätern und kleinen Engeln mit den Evangelistensymbolen ausgestattet, die Flachreliefs zeigen den wunderbaren Fischzug, Jesus und die Samariterin, die Speisung der Fünftausend und das Gleichnis vom Sämann. Weiter gehören zur Ausstattung der barocke Orgelprospekt und mehrere Seitenaltäre. Die Spitzbogenblend der Nordwand ist mit vier Skulpturen einer spätgotischen Kreuzigungsgruppe geschmückt. In der südlichen Seitenkapelle neben dem Westturm ist eine gotische Figur der Anna selbdritt aus dem 15. Jahrhundert erhalten. Die Außenwände enthalten mehrere manieristische und barocken Epitaphien von Adeligen und Bürgern. Der ursprüngliche, wertvolle Hauptaltar der hl. Katharina aus der Werkstatt von Jakob Beinhart aus dem Jahr 1512 wurde 1950 in die Friedhofskirche gebracht und befindet sich seit 1952 als Hauptaltar des Posener Doms.